# Govan (Washington)
Govan az Amerikai Egyesült Államok északnyugati részén, Washington állam Lincoln megyéjében elhelyezkedő önkormányzat nélküli település.